# Кромвелл, Эл
Эл Кромвелл (англ. Al Cromwell, 1938 — 28 сентября 1995) — канадский блюзовый и фолк-музыкант, который был активен на фолк-сцене в Торонто в 1960-х и 1970-х годах, где он выступал в таверне Steele’s Tavern, Horseshoe Tavern, The Purple Onion и различных площадках на Кенсингтонском рынке и в Йорквилле. В Финнис-Коув, Новая Шотландия, он выучил спиричуэлс, блюз и народные песни у своего отца, Нормана Кромвелла.
Кромвелл выступал в первые годы фольклорного фестиваля Марипоза, особенно в 1963 году.
В 1980-х Кромвелл стал более известен как блюзовый исполнитель, играя с Сонни Терри, Брауни Макги и Джошем Уайтом. Он продолжал регулярно выступать вживую в Торонто на протяжении 1980-х и 1990-х годов в джазовых и фолк-клубах. Он включён в концертный альбом Grossman’s Live, выпущенный в 1987 году.
Кромвелл умер в Торонто 28 сентября 1995 года. Он был посмертно введён в члены мемориального Зала славы Porcupine Awards. В том же году была учреждена награда его имени в категории «Фольк/блюз».